# Sermeq Kujalleq

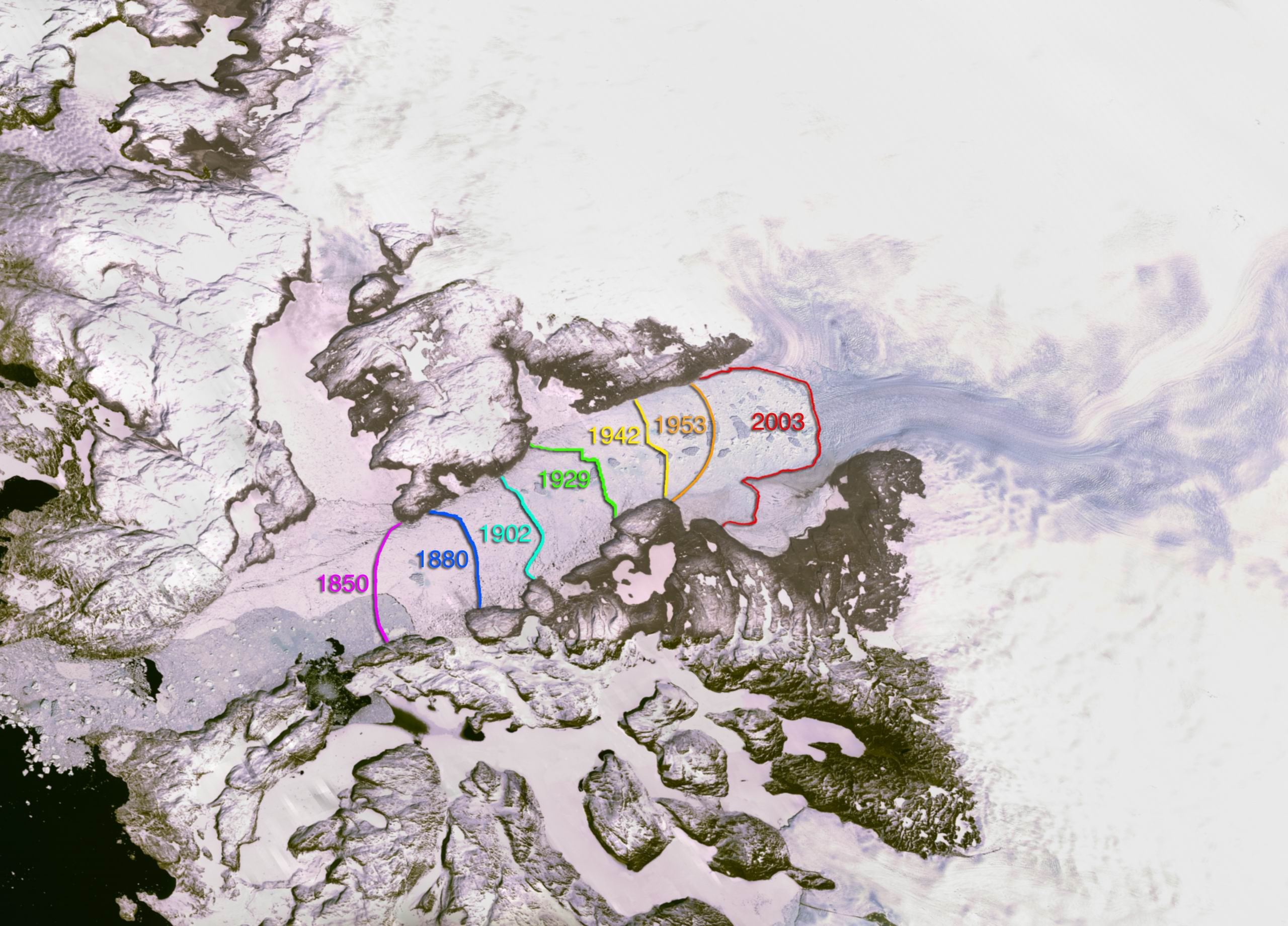
La zona terminal de la glacera Sermeq Kujalleq es retira des de 1850

Sermeq Kujalleq (en danès: Jakobshavn Isbræ) és un gran glacera a l'oest de Groenlàndia.